# Elisabeth Böhm (Schauspielerin)
Elisabeth Böhm (* 1994 in Halle (Saale)) ist eine deutsche Schauspielerin.

## Leben
Elisabeth Böhm wurde 1994 im in Sachsen-Anhalt gelegenen Halle (Saale) geboren und wuchs hier bei ihren Eltern und mit einem Bruder auf. In ihrer Schule hing die Anzeige für ein Casting für die ARD-Fernsehserie Tierärztin Dr. Mertens aus. Die damals Elfjährige bewarb sich daraufhin erfolgreich für die Rolle der Rebecca Lentz. Seitdem wirkte sie in mehreren Fernsehproduktionen mit.
Elisabeth Böhm betreibt in ihrer Freizeit Sport, spielt Klavier und singt in einem Chor. Ihren Wohnsitz hat sie in ihrer Heimatstadt Halle (Saale).

## Filmografie
- 2006–2013: Tierärztin Dr. Mertens (Fernsehserie, 52 Folgen)
- 2007: Zu schön für mich (Fernsehfilm)
- 2009: Liebe verlernt man nicht (Fernsehfilm)
- 2009: Drei gegen einen (Fernsehfilm)
- 2011: Inga Lindström – Svens Vermächtnis (Fernsehreihe, 1 Folge)
- 2011: Glück auf Brasilianisch (Fernsehfilm)